# James Posey
James Mikely Mantell Posey, Jr. (* 13. Januar 1977 in Cleveland, Ohio) ist ein ehemaliger US-amerikanischer Basketballspieler der Indiana Pacers in der National Basketball Association. Der 2,03 Meter große Posey spielt die Positionen des Small Forward und des Shooting Guard und wurde 2006 mit den Miami Heat und 2008 mit den Celtics Meister. In der Saison 2013/2014 war er Assistant Coach der Canton Charge. Seit der Saison 2014/2015 ist er Co-Trainer bei den Cleveland Cavaliers.

## Karriere
James Posey etablierte sich in seiner College-Zeit bei der Xavier University als zuverlässiger Korbjäger und wurde im NBA Draft von 1999 an 18. Stelle von den Denver Nuggets ausgewählt. Dort wurde der athletische Posey schnell zum startenden Shooting Guard und war pro Spiel für 9 Punkte und 5 Rebounds gut. Für seine Leistung im ersten Profijahr wurde Posey in das NBA All-Rookie Second Team berufen. Nach drei respektablen Jahren bei den schwachen Nuggets wurde er in der Saison 2002/03 zuerst zu den Houston Rockets und von denen wiederum zu den Memphis Grizzlies transferiert, wo er an der Seite von Pau Gasol in die Playoffs kam, aber nie die erste Runde überstand. In der Saison 2005/06 wurde er von den Miami Heat verpflichtet und spielte dort den Reservespieler von Antoine Walker, dem Small Forward der Heat. Gemeinsam mit den Heat gewann Posey die NBA-Meisterschaft und war mit seinem Power-Forward-Teamkollegen Udonis Haslem dafür verantwortlich, dass Star-Power-Forward Dirk Nowitzki vom Finalgegner Dallas Mavericks nie zur Entfaltung kam.
Nach einer sehr schwachen Saison 2006/07, in der die Heat nicht über die erste Runde der Playoffs hinauskamen, wurde Posey von Trainer Pat Riley als „faul und übergewichtig“ abgestempelt und aus seinem Vertrag entlassen. Posey wechselte zu den Boston Celtics und gewann in der Saison 2007/08 als wertvoller „Sechster Mann“ mit den Celtics die NBA-Meisterschaft.
Posey gilt als defensivstarker Allrounder, der mit seiner Kombination aus Schnelligkeit und Athletik von der Bank kommend vor allem in der Schlussphase wichtige Defensiv- und Offensivaktionen leistet. Er gilt auch als ein Heißsporn, der u. a. wegen eines harten Fouls an Chicago Bulls-Point Guard Kirk Hinrich in den Playoffs 2006 ein Spiel gesperrt wurde.
Nach der Saison 2010/2011 wurde Posey von den Pacers per Amnestieklausel (siehe Salary Cap (NBA)) entlassen. Nachdem Posey kein neues Team in der NBA mehr von seinen Leistungen überzeugen konnte, beendete er seine aktive Karriere.

## Karriere als Trainer
Nach seinem Karriereende gab Posey bekannt, in Zukunft als Trainer arbeiten zu wollen. Zur Saison 2013/2014 wurde er Assistant Coach bei den Canton Charge aus der NBA Development League. Seit der Saison 2014/2015 ist er Co-Trainer bei den Cleveland Cavaliers.

## Erfolge
- 2008: NBA Champion
- 2006: NBA Champion

## Privatleben
Poseys Freundin gebar ihm am 24. Januar 2008 eine Tochter namens Sai Aleke Posey.